# Alignements du Petit-Ménec
Les alignements du Petit-Ménec sont un ensemble de menhirs situés sur la commune de La Trinité-sur-Mer dans le département français du Morbihan.

## Historique
Ils font l'objet d'un classement au titre des monuments historiques depuis 1889. Le site a été fortement dégradé au cours du XIXe siècle et les plantations de pins du XXe siècle contribuent à rendre le site peu lisible alors qu'il était totalement dépourvu de végétation auparavant comme l'atteste des cartes postales anciennes. En avril 2012, des menhirs ont été renversés par une entreprise d'abattage forestier, détruisant des couches archéologiques non encore fouillées.

## Description
Le site comprend 101 menhirs placés sur sept lignes orientées à l'est et trois lignes orientées nord-est. Cet alignement prolonge celui de Kerlescan, situé à Carnac sur une longueur d'environ 350 m.